# Довер Бичес Саут (Њу Џерзи)
Довер Бичес Саут (енгл. Dover Beaches South) насељено је место без административног статуса у америчкој савезној држави Њу Џерзи.

## Демографија
По попису из 2010. године број становника је 1.209, што је 385 (-24,2%) становника мање него 2000. године.
| Група             | 2000.         | 2010.         |
| Белци             | 1.547 (97,1%) | 1.118 (92,5%) |
| Афроамериканци    | 1 (0,1%)      | 3 (0,2%)      |
| Азијати           | 4 (0,3%)      | 2 (0,2%)      |
| Хиспаноамериканци | 34 (2,1%)     | 71 (5,9%)     |
| Укупно            | 1.594         | 1.209         |